# 陳舒菲
陳舒菲（英文：Mary Chen，1997年6月25日—），2015年度紐約華裔小姐競選冠軍及最上鏡小姐及最佳完美體態獎、2016年度國際中華小姐競選亞軍及現場觀眾至Like表演奬。

## 曾獲獎項與提名
| 年份   | 獎項                                 | 結果 |
| 2015年 | 紐約華裔小姐競選冠軍                 | 獲獎 |
| 2015年 | 紐約華裔小姐競選最上鏡小姐           | 獲獎 |
| 2015年 | 紐約華裔小姐競選最佳完美體態獎       | 獲獎 |
| 2016年 | 2016年國際中華小姐競選亞軍           | 獲獎 |
| 2016年 | 國際中華小姐競選現場觀眾至Like表演奬 | 獲獎 |

## 外部連結
- 陳舒菲的Facebook專頁
- 陳舒菲的Instagram帳戶
- 2016國際中華小姐競選– 候選佳麗- tvb.com